# Liste des médaillées olympiques en natation synchronisée
Liste présentant les médaillés en natation synchronisée aux Jeux olympiques.

## Disciplines actuelles

### Épreuve en duo
| Édition             | Or                                                                   | Argent                                        | Bronze                                        |
| ------------------- | -------------------------------------------------------------------- | --------------------------------------------- | --------------------------------------------- |
| Los Angeles 1984    | États-Unis Candy Costie Tracie Ruiz                                  | Canada Sharon Hambrook Kelly Kryczka          | Japon Saeko Kimura Miwako Motoyoshi           |
| Séoul 1988          | Canada Michelle Cameron Carolyn Waldo                                | États-Unis Karen Josephson Sarah Josephson    | Japon Mikako Kotani Miyako Tanaka             |
| Barcelone 1992      | États-Unis Karen Josephson Sarah Josephson                           | Canada Penny Vilagos Vicky Vilagos            | Japon Fumiko Okuno Aki Takayama               |
| Sydney 2000         | Russie Olga Brusnikina Maria Kisseleva                               | Japon Miya Tachibana Miho Takeda              | France Virginie Dedieu Myriam Lignot          |
| Athènes 2004        | Russie Anastasia Davydova Anastasia Ermakova                         | Japon Miya Tachibana Miho Takeda              | États-Unis Alison Bartosik Anna Kozlova       |
| Pékin 2008          | Russie Anastasia Davydova Anastasia Ermakova                         | Espagne Andrea Fuentes Gemma Mengual          | Japon Saho Harada Emiko Suzuki                |
| Londres 2012        | Russie Natalia Ishchenko Svetlana Romashina                          | Espagne Ona Carbonell Andrea Fuentes          | Chine Huang Xuechen Liu Ou                    |
| Rio de Janeiro 2016 | Russie Natalia Ishchenko Svetlana Romashina                          | Chine Huang Xuechen Sun Wenyan                | Japon Yukiko Inui Risako Mitsui               |
| Tokyo 2020          | Comité olympique de Russie Svetlana Kolesnichenko Svetlana Romashina | Chine Huang Xuechen Sun Wenyan                | Ukraine Marta Fiedina Anastasiya Savchuk      |
| Paris 2024          | Chine Wang Liuyi Wang Qianyi                                         | Grande-Bretagne Kate Shortman Isabelle Thorpe | Pays-Bas Bregje de Brouwer Noortje de Brouwer |

### Ballet
| Édition             | Or | Argent | Bronze |
| ------------------- | --- | --- | --- |
| Atlanta 1996        | États-Unis Suzannah Bianco Tammy Cleland Becky Dyroen-Lancer Emily Lesueur Heather Pease Jill Savery Nathalie Schneyder Heather Simmons-Carrasco Jill Sudduth Margot Thien  | Canada Lisa Alexander Janice Bremner Karen Clark Karen Fonteyne Sylvie Fréchette Valérie Hould-Marchand Kasia Kulesza Christine Larsen Cari Read Erin Woodley | Japon Raika Fujii Mayuko Fujiki Rei Jimbo Miho Kawabe Akiko Kawase Riho Nakajima Miya Tachibana Kaori Takahashi Miho Takeda Junko Tanaka             |
| Sydney 2000         | Russie Elena Antonova Elena Azarova Olga Brusnikina Maria Kisseleva Olga Novokchtchenova Irina Perchina Elena Soïa Ioulia Vasileva Olga Vasiakova                           | Japon Ayano Egami Raika Fujii Yoko Isoda Rei Jimbo Miya Tachibana Miho Takeda Juri Tatsumi Yoko Yoneda Yuko Yoneda                                            | Canada Lyne Beaumont Claire Carver-Dias Erin Chan Jessica Chase Catherine Garceau Fanny Létourneau Kirstin Normand Jacinthe Taillon Reidun Tatham    |
| Athènes 2004        | Russie Elena Azarova Olga Brusnikina Anastasia Davydova Anastasia Ermakova Elvira Khasyanova Maria Kisseleva Olga Novokchtchenova Anna Shorina                              | Japon Michiyo Fujimaru Saho Harada Kanako Kitao Emiko Suzuki Miya Tachibana Miho Takeda Juri Tatsumi Yoko Yoneda                                              | États-Unis Alison Bartosik Tamara Crow Erin Dobratz Rebecca Jasontek Anna Kozlova Sara Lowe Lauren McFall Stephanie Nesbitt Kendra Zanotto           |
| Pékin 2008          | Russie Anastasia Davydova Anastasia Ermakova Maria Gromova Natalia Ishchenko Elvira Khasyanova Olga Koujela Elena Ovtchinnikova Svetlana Romashina Anna Shorina             | Espagne Alba María Cabello Raquel Corral Andrea Fuentes Thais Henríquez Laura López Valle Gemma Mengual Gisela Morón Irina Rodríguez Paola Tirados            | Chine Gu Beibei Huang Xuechen Jiang Tingting Jiang Wenwen Liu Ou Luo Xi Sun Qiuting Wang Na Zhang Xiaohuan                                           |
| Londres 2012        | Russie Anastasia Davydova Maria Gromova Natalia Ishchenko Elvira Khasyanova Daria Korobova Aleksandra Patskevich Svetlana Romashina Alla Shishkina Anjelika Timanina        | Chine Chang Si Chen Xiaojun Huang Xuechen Jiang Tingting Jiang Wenwen Liu Ou Luo Xi Sun Wenyan Wu Yiwen                                                       | Espagne Clara Basiana Alba María Cabello Ona Carbonell Margalida Crespí Andrea Fuentes Thais Henríquez Paula Klamburg Irene Montrucchio Laia Pons    |
| Rio de Janeiro 2016 | Russie Vlada Chigireva Natalia Ishchenko Svetlana Kolesnichenko Aleksandra Patskevich Svetlana Romashina Alla Shishkina Maria Shurochkina Gelena Topilina Ielena Prokofieva | Chine Gu Xiao Guo Li Li Xiaolu Liang Xinping Sun Wenyan Tang Mengni Yin Chengxin Zeng Zhen Huang Xuechen                                                      | Japon Aika Hakoyama Aiko Hayashi Yukiko Inui Kei Marumo Risako Mitsui Kanami Nakamaki Mai Nakamura Kano Omata Kurumi Yoshida                         |
| Tokyo 2020          | Comité olympique de Russie Vlada Chigireva Marina Goliadkina Svetlana Kolesnichenko Polina Komar Alexandra Patskevich Svetlana Romashina Alla Shishkina Maria Shurochkina   | Chine Feng Yu Guo Li Huang Xuechen Liang Xinping Sun Wenyan Wang Qianyi Xiao Yanning Yin Chengxin                                                             | Ukraine Maryna Aleksiiva Vladyslava Aleksiiva Marta Fiedina Kateryna Reznik Anastasiya Savchuk Alina Shynkarenko Kseniya Sydorenko Yelyzaveta Yakhno |
| Paris 2024          | Chine Cheng Hao Cheng Wentao Feng Yu Wang Ciyue Wang Liuyi Wang Qianyi Xiang Binxuan Xiao Yanning Zhang Yayi                                                                | États-Unis Anita Alvarez Jaime Czarkowski Megumi Field Keana Hunter Audrey Kwon Calista Liu Jacklyn Luu Daniella Ramirez Ruby Remati                          | Espagne Txell Ferré Marina García Polo Lilou Lluís Valette Meritxell Mas Alisa Ozhogina Paula Ramírez Sara Saldaña Iris Tió Blanca Toledano          |

## Anciennes disciplines olympiques

### Épreuve en solo
| Édition          | Or                                                | Argent              | Bronze                 |
| ---------------- | ------------------------------------------------- | ------------------- | ---------------------- |
| Los Angeles 1984 | Tracie Ruiz (USA)                                 | Carolyn Waldo (CAN) | Miwako Motoyoshi (JPN) |
| Séoul 1988       | Carolyn Waldo (CAN)                               | Tracie Ruiz (USA)   | Mikako Kotani (JPN)    |
| Barcelone 1992   | Kristen Babb-Sprague (USA) Sylvie Fréchette (CAN) |                     | Fumiko Okuno (JPN)     |